# Charles Edward Drennan

Wappen von Charles Edward Drennan

Charles Edward Drennan (* 23. August 1960 in Christchurch) ist ein neuseeländischer Geistlicher und emeritierter römisch-katholischer Bischof von Palmerston North.

## Leben
Charles Edward Drennan empfing am 14. Juni 1996 die Priesterweihe.
Papst Benedikt XVI. ernannte ihn am 22. Februar 2011 zum Koadjutorbischof von Palmerston North. Der Bischof von Palmerston North, Peter James Cullinane, spendete ihm am 11. Juni desselben Jahres die Bischofsweihe; Mitkonsekratoren waren Mark Benedict Coleridge, Erzbischof von Canberra-Goulburn, und Barry Philip Jones, Bischof von Christchurch.
Mit der Emeritierung Peter James Cullinanes am 22. Februar 2012 folgte er ihm als Bischof von Palmerston North nach. Papst Franziskus nahm am 4. Oktober 2019 seinen Rücktritt an. Hintergrund für den vorzeitigen Amtsverzicht waren Vorwürfe, „inakzeptablen Verhaltens sexueller Natur“, die eine junge Frau gegen Drennan erhoben hatte.